# Membre de Beaulieu
Le membre de Beaulieu relève de la commanderie du Plessis et du prieuré hospitalier du Temple des Hospitaliers de l'ordre de Saint-Jean de Jérusalem

## Origine
Le membre de Beaulieu est une terre qui appartenait à Germain-Louis Chauvelin, garde des sceaux, ministre d’État et président à mortier au Parlement, par acte datant du 18 janvier 1733, il fit échange, contre un revenu annuel de 500 livres, de la commanderie de Santeny qui touchait à son fief de Villecresnes des terres de ce qui deviendra la commanderie du Plessis, du membre de Beaulieu et autres biens à la Grande-Pinte , hors du faubourg Saint-Antoine,.

## Sources
- Eugène Mannier, Les commanderies du grand prieuré de France d'après les documents inédits conservés aux archives nationales à Paris, Paris, 1872 (lire en ligne)